# 诺伦多夫广场

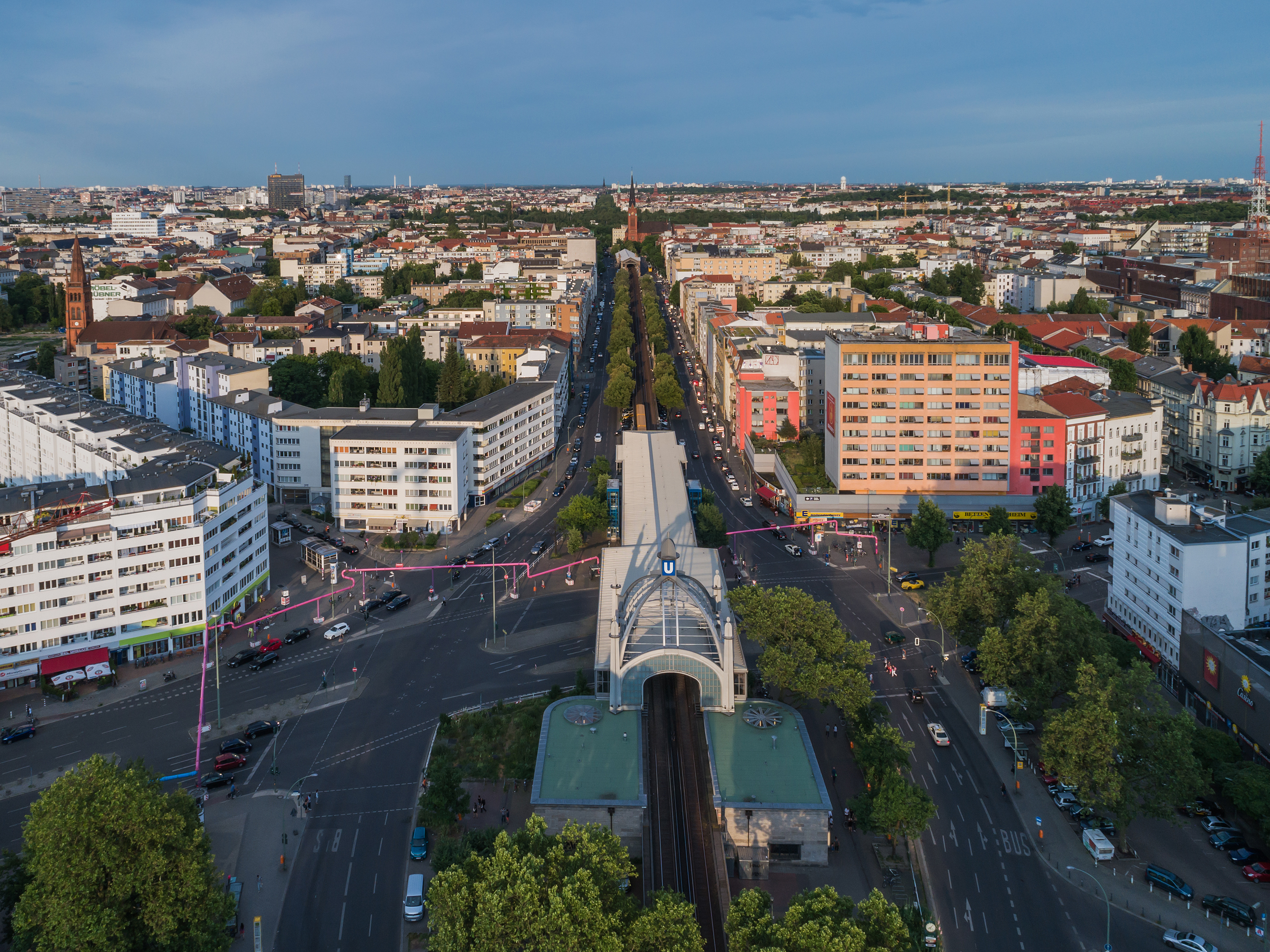
诺伦多尔夫广场

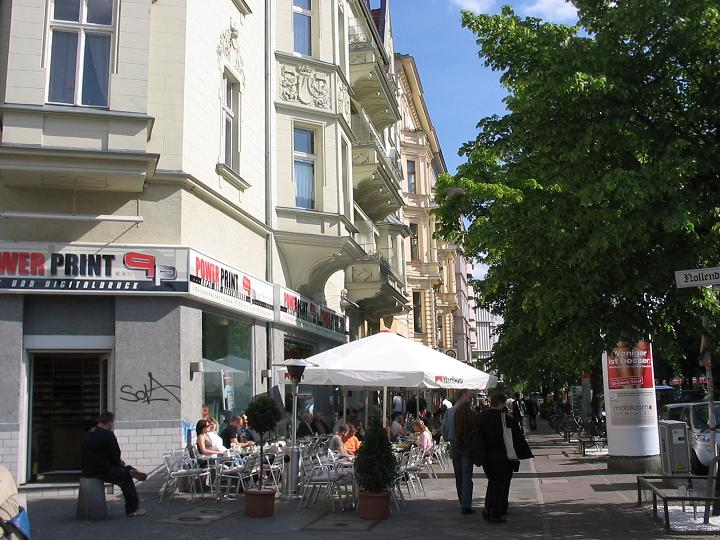
Maassenstreet

诺伦多尔夫广场（Nollendorfplatz）是柏林滕珀尔霍夫－舍嫩贝格区的一个广场，俗称为“Nolli”，1864年以1813年库尔姆战役的发生地点，Nakléřov村（今天捷克拉贝河畔乌斯季区彼得罗维采的一部分）命名。
诺伦多尔夫广场有地铁车站和新剧院（Neues Schauspielhaus）的立面。在其南侧，Motzstraße大街周围是柏林最主要的同志村，其历史可追溯到20世纪初，以皮革和暗室酒吧著称。

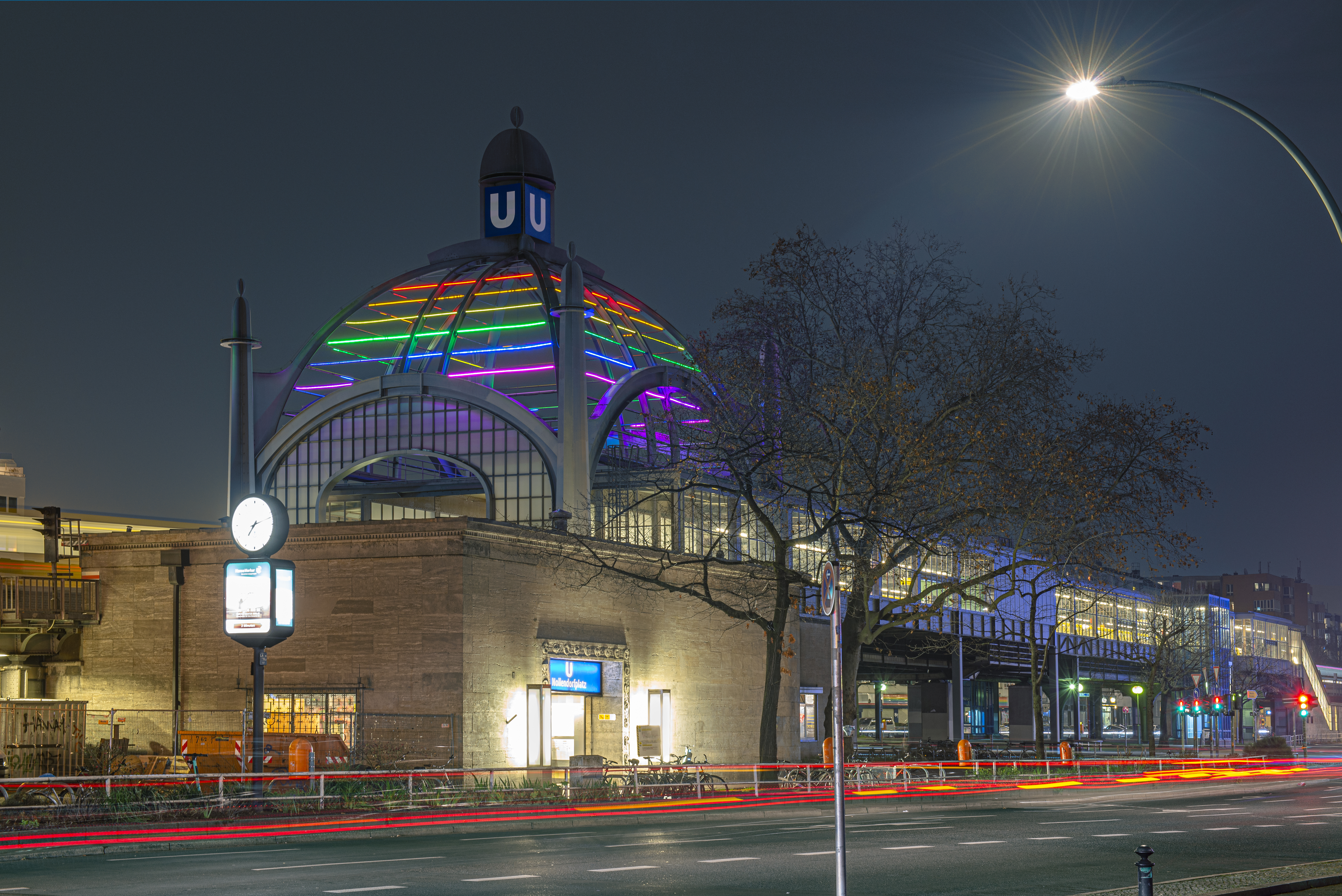
诺伦多尔夫广场地铁站
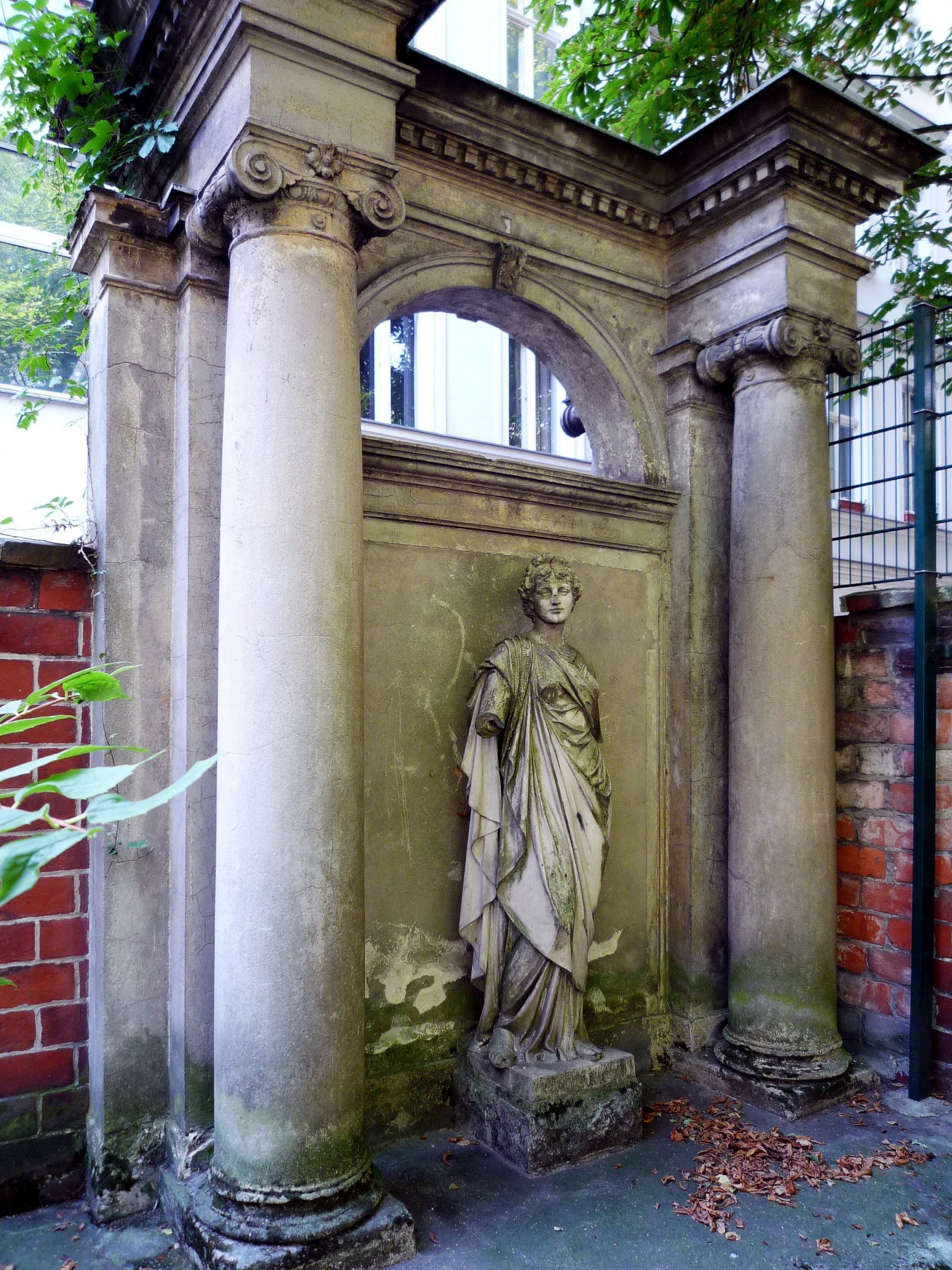
美国教堂
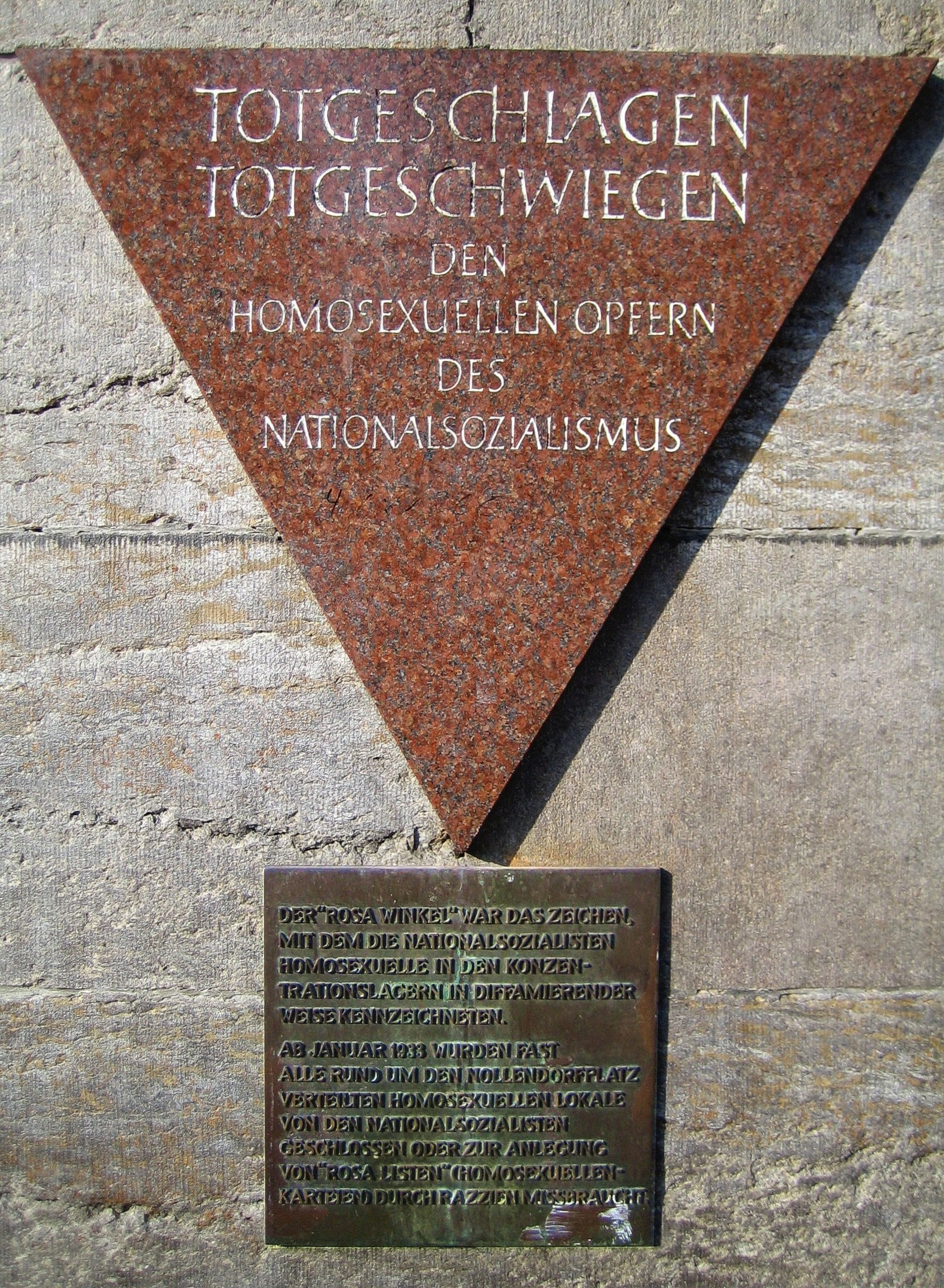
同志粉红三角
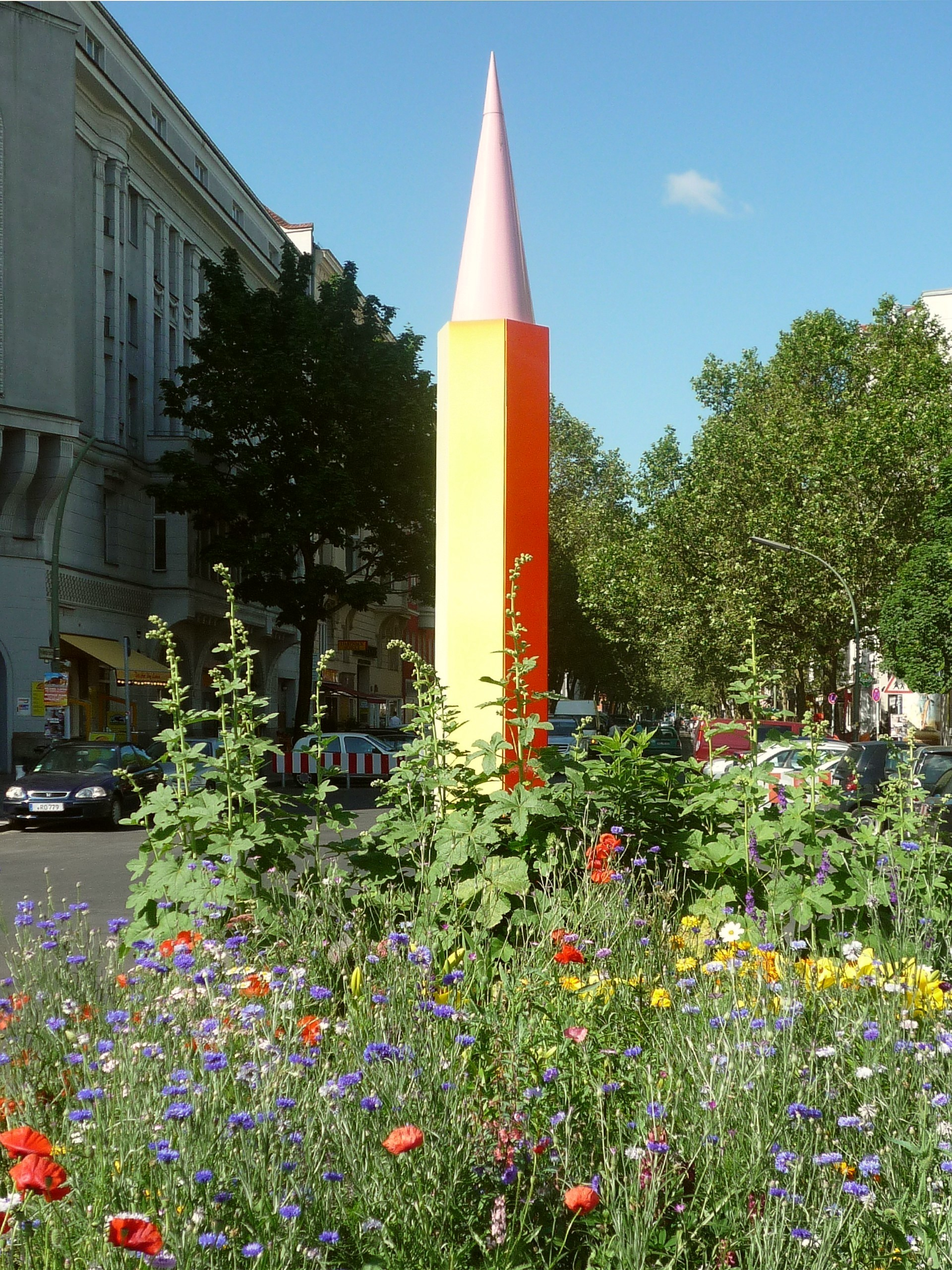
彩虹同志柱
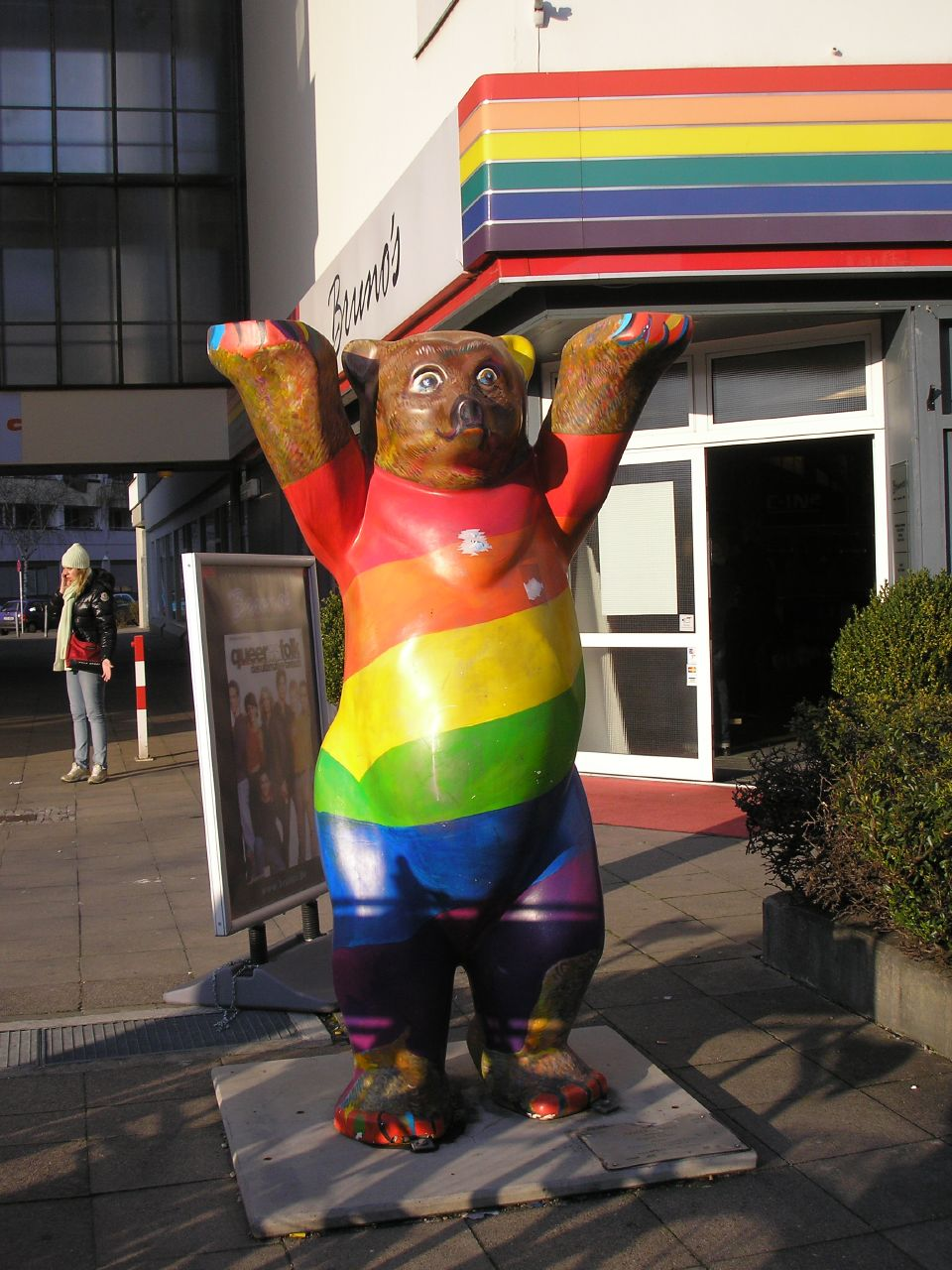
同志熊
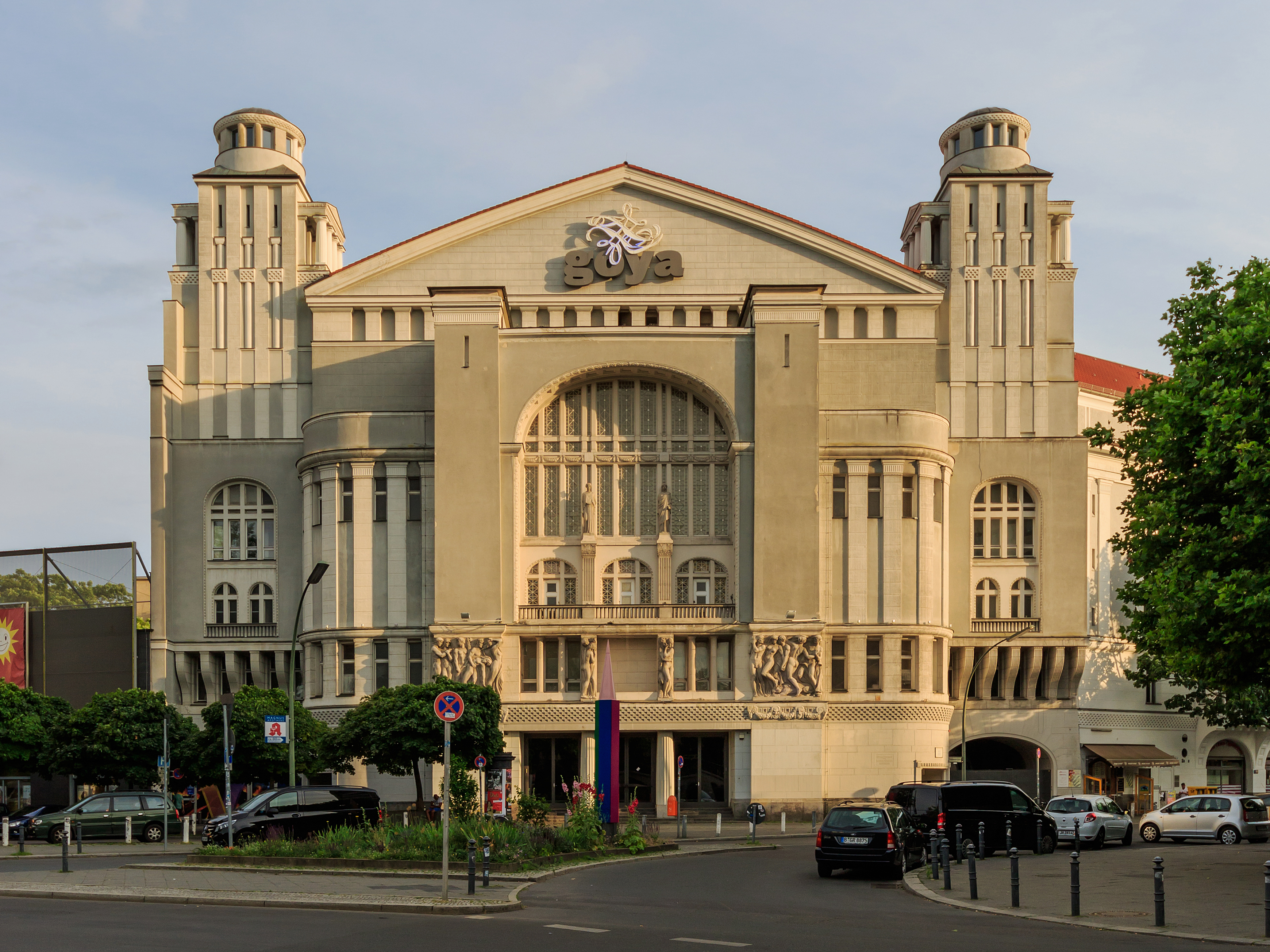
新剧院